# Rottersdorfer Straße 6 (Magdeburg)

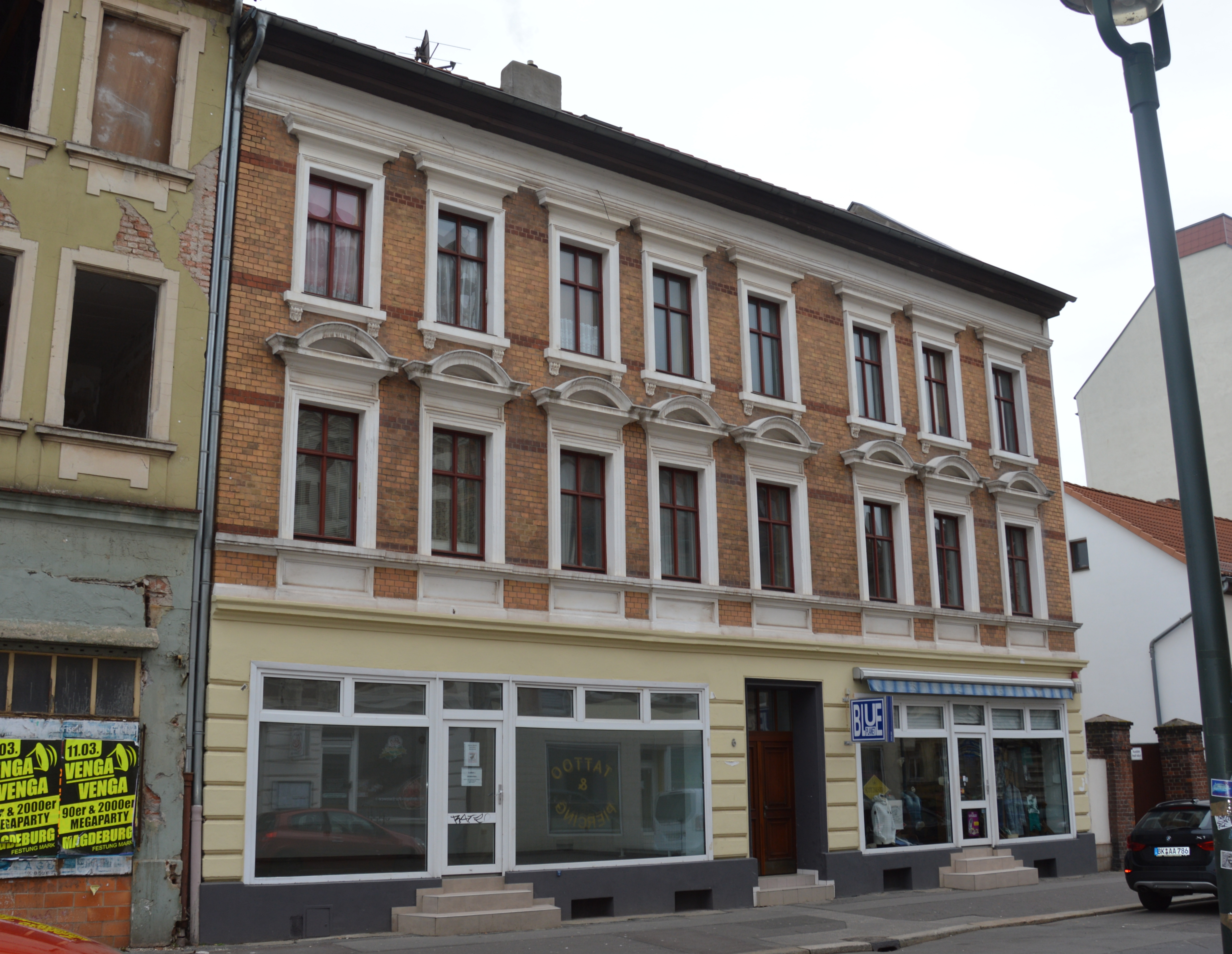
Haus Rottersdorfer Straße 6

Das Gebäude Rottersdorfer Straße 6 ist ein denkmalgeschütztes Wohn- und Geschäftshaus in Magdeburg in Sachsen-Anhalt.

## Lage
Es befindet sich auf der Nordostseite der Rottersdorfer Straße im Magdeburger Stadtteil Sudenburg, in der Nähe des nördlichen Endes der Straße.

## Architektur und Geschichte
Der dreigeschossige Bau wurde im Jahr 1894 vom Bauunternehmer H. Hupe errichtet, der auch Eigentümer des Hauses war. Das Gebäude ist im Stil der Neorenaissance gestaltet. Während die Erdgeschossfassade rustiziert ist, wird die achtachsige Fassade der oberen Geschosse durch gelbe Ziegelflächen geprägt, die von doppelten horizontalen Lagen aus roten Ziegeln durchzogen werden. Die Fensteröffnungen des ersten Obergeschosses werden von Segmentbögen überspannt. Bedeckt ist der eher schlicht wirkende Bau von einem Satteldach. Im Erdgeschoss bestehen zwei Ladengeschäfte.
Im örtlichen Denkmalverzeichnis ist das Wohn- und Geschäftshaus unter der Erfassungsnummer 094 76832 als Baudenkmal verzeichnet.
Das Gebäude gilt als Teil des Ensembles um die Sankt-Marien-Kirche als städtebaulich bedeutsam. Stadtteilgeschichtlich kommt ihm eine Bedeutung als historische Bausubstanz Sudenburgs zu.